# Veratrum album
La ballestera, ballestera blanca, eléboro blanco, rizoma de veratro, hierba de ballesteros, surbia o vedegambre es natural de las zonas montañosas de Europa, desde Laponia a España principalmente en los Alpes y los Pirineos donde crece en altitudes entre 600-2500 m s. n. m. También en la Sierra de Gredos.

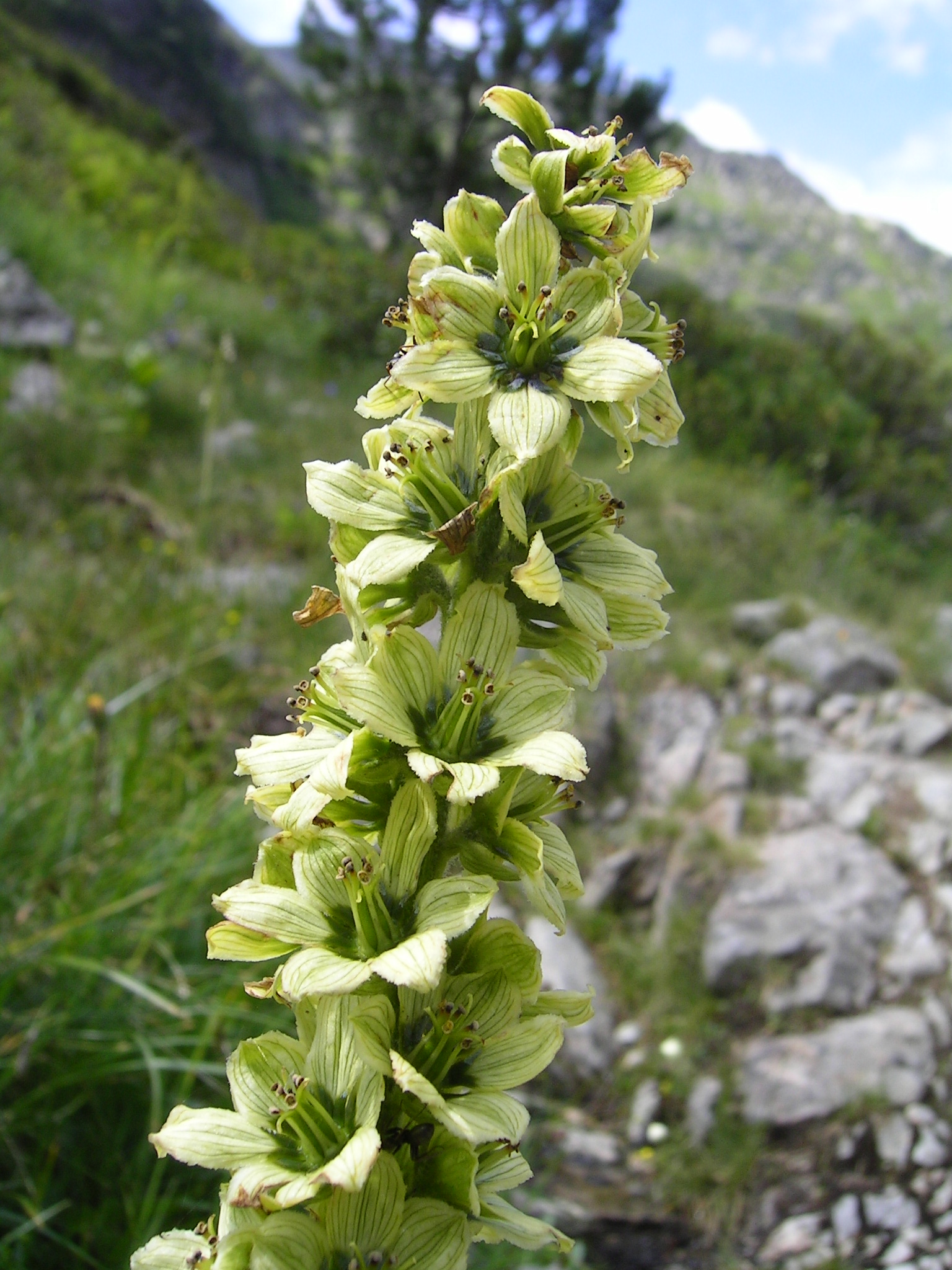
Inflorescencia

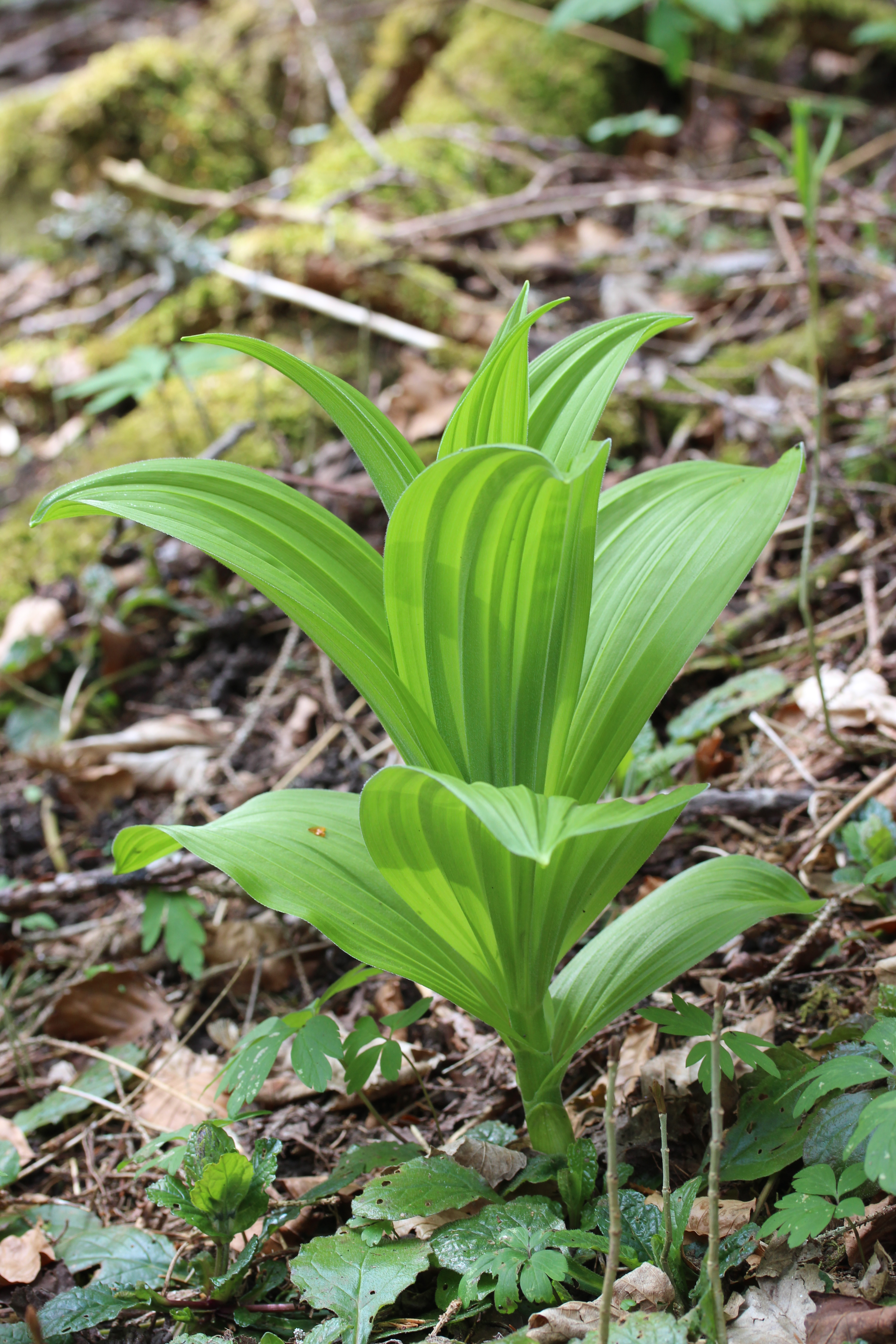
Vista de la planta

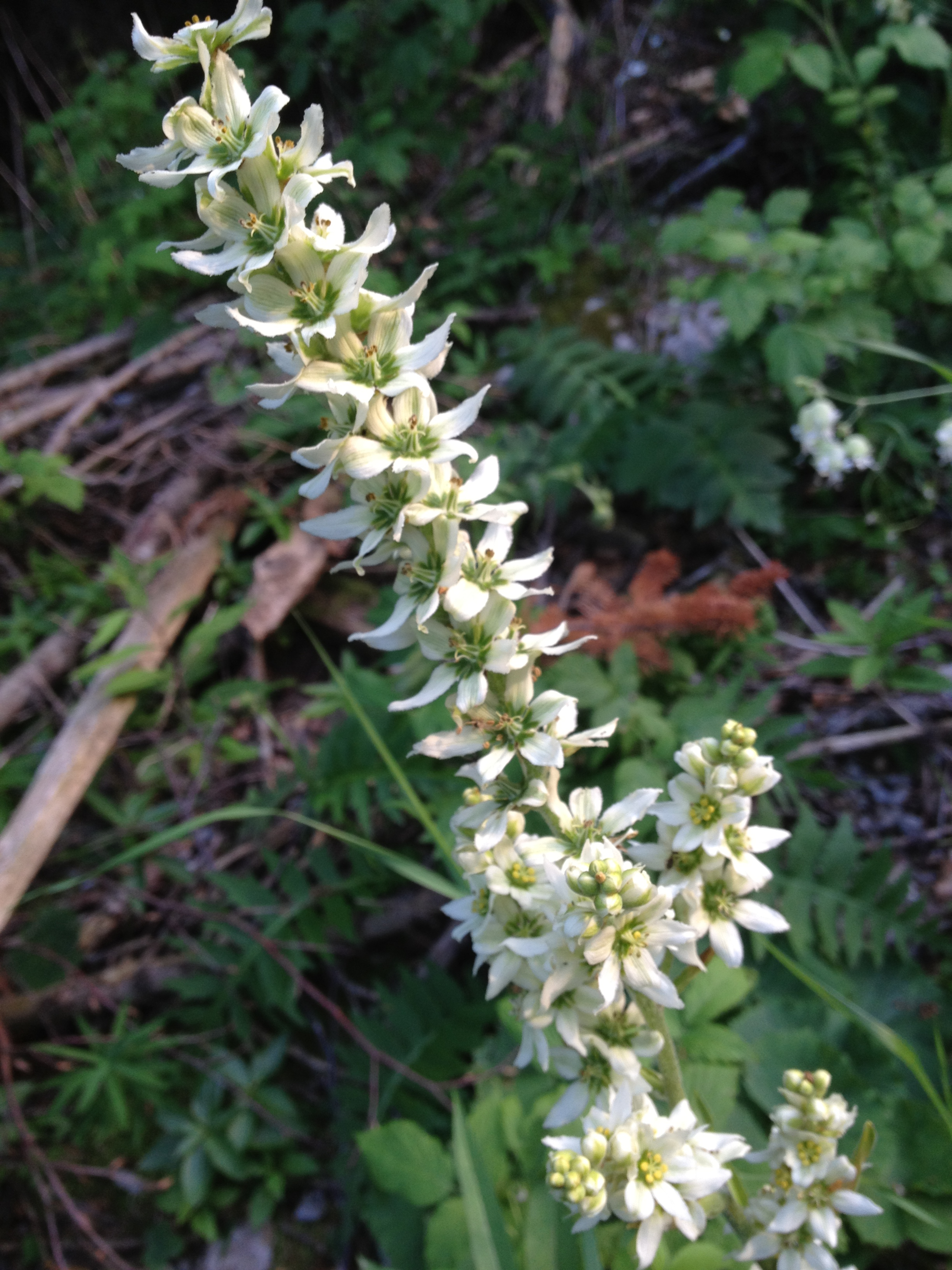
Inflorescencia

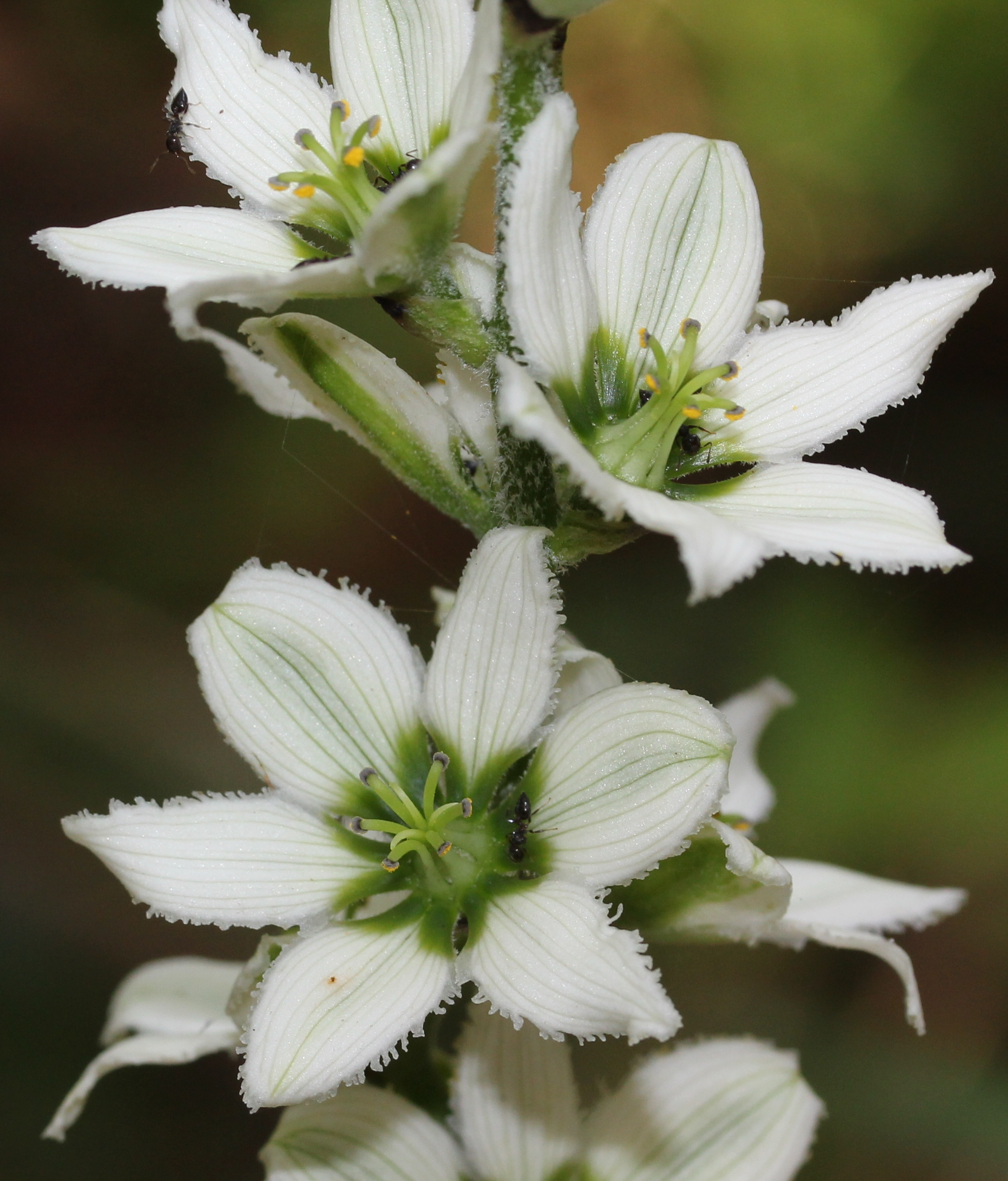
Flores

## Descripción
Esta planta vivaz, que mide de 50 a 150 cm, crece entre las hierbas altas y en turberas cubiertas de maleza.
El tallo, muy velloso, sobre todo en la parte superior, lleva hojas pubescentes en el envés y lampiñas en el haz. Las hojas radicales son elípticas; las caulinares, lanceoladas.
Las flores forman una panícula de 60 cm de longitud, también vellosa. Las brácteas son anchas y ovadas. El diámetro de las flores varía entre 8 y 20 mm. Las flores de la parte inferior son hermafroditas, y las de la parte superior masculinas. Las piezas de periantio son alargadas, elípticas u obovadas y dentadas cerca de la punta. Las cápsulas que se desarrollan después de la fecundación tienen hasta 15 mm de longitud. El eléboro blanco es una planta tóxica. Se distinguen dos subespecies: album, de flores verdes en la parte exterior y blancas en la interior, que crecen los Alpes, y lobelianum, con las piezas del periantio verdes por los dos lados y bastante abundante en las regiones montañosas de Europa. En primavera, cuando no se ven más que las hojas, es bastante difícil distinguir esta planta de las gencianas de montaña, que tienen unas hojas grandes bastante similares. Sin embargo, el eléboro blanco tiene las hojas siempre alternas, mientras que la genciana presenta hojas opuestas.

## Morfología de la planta
- Se utiliza el rizoma, de forma cónica, de 3-8x2-3,5 cm, con arrugas longuitudinales y estrías.
- Normalmente está rodeado de raíces tortuosas muy numerosas.
- Tiene un color gris parduzco, inodoro, estornutatorio y sabor amargo y agrio.
- Se recolecta en otoño, a veces se le dejan las raíces (ricas en alcaloides) y se suele cortar para facilitar su desecación.

## Composición Química
Sus principios activos pertenecen al grupo de los Alcaloides esteroídicos (1-1,5%). Pueden dividirse en 2 grupos:
- Grupo del jer-veratrum: alcaminas libres con 1-3 átomos de oxígeno, o sus monoglucósidos: 
  - jervina
  - veratrina.
- Grupo del ce-veratrum: ésteres con más de 3 oxígenos:
  - protoveratrina A

## Propiedades
- Hipotensor peligroso por ser tóxico en cantidades mínimas, por lo que no es recomendable su uso.
- Utilizado por vía externa en la eliminación de piojos.
- Ha dejado de usarse por su toxicidad.

## Taxonomía
Veratrum album fue descrita por Carlos Linneo y publicado en Species Plantarum 2: 1044. 1753.
Etimología
Veratrum: nombre genérico que deriva del latín y significa "raíces oscuras" y también el antiguo nombre de Helleborus.
album: epíteto latíno que significa "de color blanco"
Sinonimia
- Helleborus albus (L.) Gueldenst., Reis. Russland 2: 196 (1791).
- Melanthium album (L.) Thunb., Melanthio: 8 (1797).
- Veratrum polygamum Gilib., Excerc. Phyt. 2: 463 (1792), opus utique oppr.
- Melanthium bracteolare Desr. in J.B.A.M.de Lamarck, Encycl. 4: 25 (1797).
- Melanthium virens Thunb., Melanthio: 4 (1797).
- Veratrum viride Röhl., Deutschl. Fl., ed. 2, 2: 237 (1812), nom. illeg.
- Veratrum parviflorum Bong., Mém. Acad. Imp. Sci. St.-Pétersbourg, Divers Savans, VI, 2: 166 (1833), nom. illg.
- Veratrum bosniacum Beck, Ann. K. K. Naturhist. Hofmus. 2: 50 (1887).
- Veratrum lobelianum var. obovatum Beck, Glasn. Zemaljsk. Muz. Bosni Hercegovini 15: 200 (1903).
- Veratrum lobelianum var. glabrescens Zapal., Consp. Fl. Gallic. Crit. 1: 173 (1906).
- Veratrum lobelianum var. podolicum Zapal., Consp. Fl. Gallic. Crit. 1: 173 (1906).
- Veratrum croaticum (Beck) O.Loes., Verh. Bot. Vereins Prov. Brandenburg 68: 133 (1926).
- Veratrum flavum (Griseb.) O.Loes., Verh. Bot. Vereins Prov. Brandenburg 68: 133 (1926).
- Veratrum lobelianum var. misae (Širj.) O.Loes., Verh. Bot. Vereins Prov. Brandenburg 68: 132 (1926).
- Veratrum bosniacum var. albanicum O.Loes., Repert. Spec. Nov. Regni Veg. 24: 62 (1927).
- Veratrum misae (Širj.) O.Loes., Repert. Spec. Nov. Regni Veg. 24: 65 (1927).
- Veratrum lobelianum f. oppositifolium Cheshm., Fitologiya 7: 75 (1977).
- Veratrum lobelianum subsp. misae (Širj.) Šourková, Novit. Bot. Univ. Carol. 1988(4): 65 (1988).[3]

## Nombre común
- Español: baladra, baladro, ballestera, ballestera blanca, belegambre, eléboro, eléboro blanco, heléboro blanco, hierba ballestera, hierba de ballesteros, hierba del ballestero, osurba, surbia, survia, vedegambre, vedegambre blanco, verdegambre, verdegambre blanco, yerba ballestera blanca, yerba de ballesteros, yerba de ballesteros blanca, yerba del ballestero.[4]